# Xã Fairfield, Quận Clay, Nebraska
Xã Fairfield (tiếng Anh: Fairfield Township) là một xã thuộc quận Clay, tiểu bang Nebraska, Hoa Kỳ. Năm 2010, dân số của xã này là 598 người.